# Аденбюттель
Аденбюттель (нім. Adenbüttel) — громада в Німеччині, розташована в землі Нижня Саксонія. Входить до складу району Гіфгорн. Складова частина об'єднання громад Папентайх.
Площа — 13,71 км2. Населення становить 1815 ос. (станом на 31 грудня 2021).